# Ґрбавіца
Ґрбавіца (босн. Gŕbavica) — перший драматичний фільм  Ясміли Жбаніч (Сараєво). Переможець нагороди «Золотий ведмідь» на  Берлінале.
Назва фільму — гра слів:  Ґрбавіца називається район  Сараєва, який на початку війни зайняли серби, однак саме слово grbavica також означає «горбата жінка».

## Сюжет
Мусульманка Есма, мати-одиначка, живе зі своєю дванадцятирічною дочкою Сарою в Ґрбавіці (район Сараєво). Життя тут все ще відновлюється після югославських воєн 1990-х років.
Ледь виживаючи на жебрацьку пенсію від уряду, Есма влаштовується офіціанткою в нічний клуб. Їй важко працювати ночами, і вона переживає через те, що змушена проводити мало часу з дочкою.
Есма не може забути про жахливі події минулого і починає відвідувати заняття з групової терапії в місцевому Жіночому Центрі. Вона знаходить підтримку у своєї найкращої подруги Сабіни, їй також співчуває Пельда, колега по роботі в нічному клубі.
Сара, злобливе дівчисько-шибеник, забуває про улюблений футбол, коли починає дружити з Саміром, який навчається в її класі. Підлітків сильно тягне одне до одного, оскільки і Сара, і Самір, втратили своїх батьків на війні. Але Саміра дивує той факт, що Сара не знає обставин героїчної смерті свого батька.
Сара вимагає від матері, щоб та отримала свідоцтво про те, що її батько був шахідом, тобто, загинув мученицькою смертю в боротьбі із сербами. Наявність цього свідоцтва дозволяє отримати значну знижку на участь в майбутній екскурсії з класом. Есма пояснює дочці, що отримати свідоцтво нелегко, оскільки тіло її батька ще не знайдено. Тим часом Есма гарячково намагається зайняти грошей, щоб оплатити екскурсію Сари.
Сара, спантеличена тим, що відбувається, приходить у лють, коли в класі її починають дражнити через те, що її імені немає у списках дітей шахідів. Дізнавшись про те, що її мати заплатила за подорож всю необхідну суму, Сара агресивно вимагає від матері, щоб та розповіла їй правду. Есма здається і в досить грубій формі пояснює дочці, що вона була зачата у військовому таборі, коли її ґвалтували четники. Попри вкрай хворобливий характер конфронтації між матір'ю і дочкою, для Есми цей конфлікт стає першим реальним кроком до подолання важкої душевної травми. А для Сари через перенесений біль та образу відкривається можливість нових відносин з матір'ю.

## У ролях
- Мір'яна Каранович — Есма
- Луна Мийович — Сара
- Леон Лучев — Пельда
- Ясна Орнела Беррі — Сабіна

## Призи
- «Золотий ведмідь»  Берлінале 2006
- «Приз екуменічного журі»  Берлінале2006
- «Приз ЮНЕСКО»  Берлінале2006